# Яблоня ганьсуйская
Яблоня ганьсуйская (лат. Malus kansuensis) (кит. 陇东海棠) — вид растений из рода Яблоня (Malus) семейства Розовые (Rosaceae).

## Таксономия
Malus kansuensis включён в секцию Sorbomalus рода Malus. В эту секцию также входит яблоня бурая (Malus fusca) и другие виды рода. Впервые вид описан русским ботаником Александром Баталиным, поместившим его в род Груша (Pyrus), в 1893 году. Через тринадцать лет австрийский ботаник Камилло Карл Шнайдер перенёс его в род Яблоня.

## Биологическое описание
Кустарник или небольшое дерево, достигающее 3—5 м в высоту. Молодые побеги опушённые, затем становятся гладкими, тёмно- или фиолетово-коричневыми. Почки тёмно-фиолетового цвета, яйцевидные, чешуйки ворсистые по краю.
Прилистники 6—10 мм длиной, линейно-ланцетной формы, редко-опушённые, с желёзистым краем. Черешки листьев 1,5—4 см длиной, редко-опушённые, листовые пластинки 5—8×4—6 см, овальной или широко-овальной формы, с закруглённым основанием и зубчатым краем, обычно трёхдольчатые, заострённые.
Соцветия — щитки 5—6,5 см в диаметре, состоящие из 4—10 цветков. Прицветники рано опадающие, линейно-ланцетные, цельнокрайные, заострённые. Цветоножки 2,5—3,5 см длиной, покрытые редкими волосками или голые. Цветки 1,5—2 см в диаметре. Чашелистики треугольно-ланцетовидной или треугольно-эллипсоидальной формы, заострённые, цельнокрайные, около 6 мм длиной. Лепестки белого цвета, широкообратнояйцевидной формы, 0,8—1 см длиной. Тычинки в количестве около двадцати, неравные, примерно в два раза короче лепестков. Период цветения — с мая по июль.
Плоды около 10—15 мм в диаметре, желтовато-красного цвета, овальной или яйцевидной формы. Плодоножки 2,5—3 см длиной. Плодоносит с июля по август.

## Экология и распространение
Распространён в китайских провинциях Ганьсу, Хэнань, Хубэй, Шэньси, Сычуань и Цинхай. Произрастает на высоте 1500—3300 м над уровнем моря.